# 双竜駅 (深圳市)
双龍駅（そうりゅうえき）は中華人民共和国深圳市龍崗区に位置する深圳地下鉄龍崗線の駅。

## 駅構造
島式ホーム1面2線を有する地上駅。ホームドア設置。
| 竜崗線ホーム (U3F) | ←■龍崗線 益田方面 |
| 竜崗線ホーム (U3F) | 島式ホーム        |
| 竜崗線ホーム (U3F) | ←■龍崗線 益田方面 |

## 歴史
- 2010年12月28日 - 開業。

## 隣の駅
深圳地下鉄
■龍崗線
南聯駅 - 双龍駅 - 始発駅